# 동네

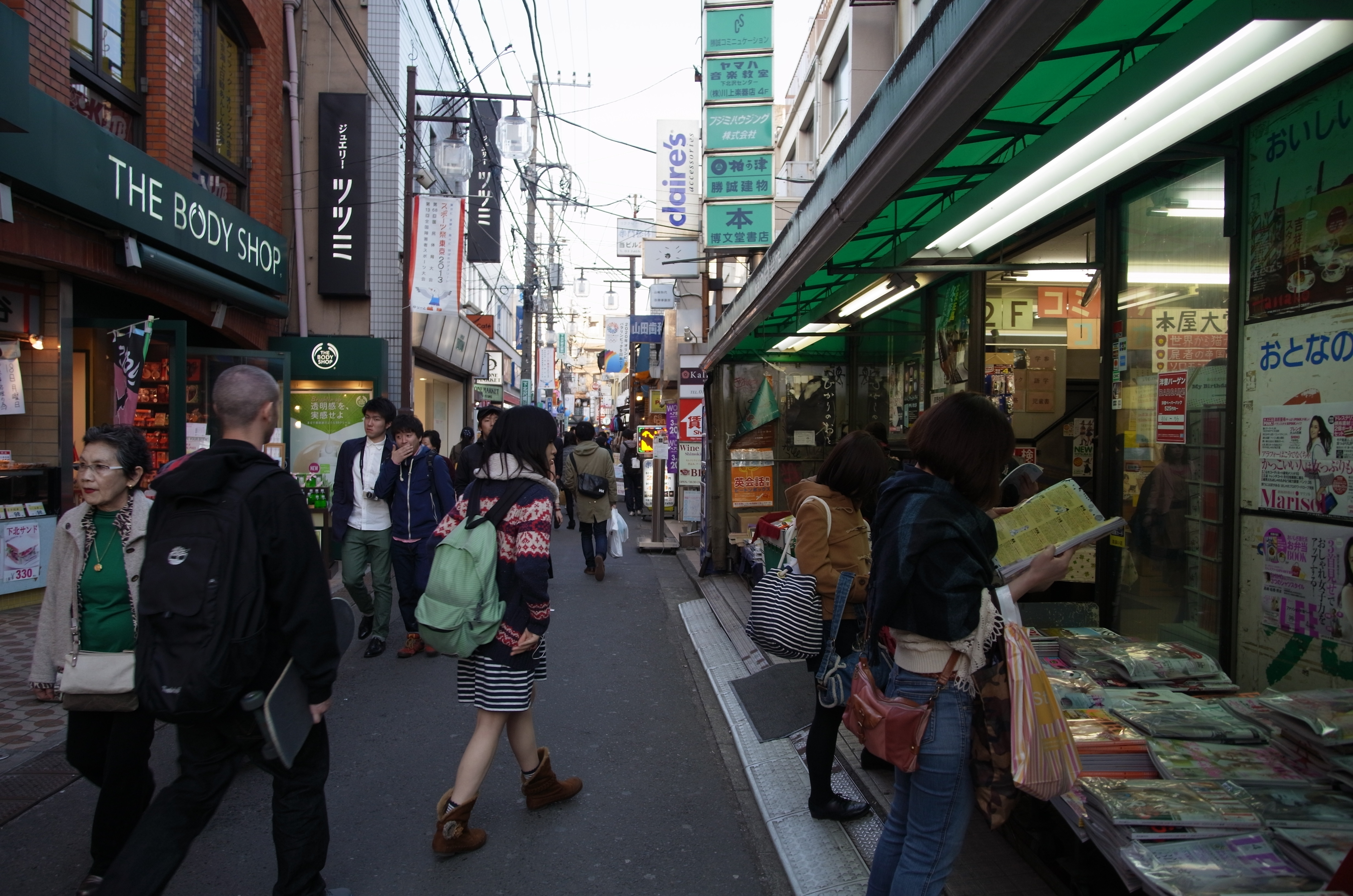

동네(neighborhood)는 도시나 마을, 교외, 농촌의 지리적인 공동체이다. 대한민국에는 읍, 면, 동이나 리, 통이 동네급의 행정 구역이다.

## 사회학
이웃사회학은 도시사회학의 하위 분야로서 지역 공동체를 연구한다. 이웃은 또한 우편번호와 건강 불균형에서부터 학교 중퇴율, 마약 복용과의 상관 관계에 이르는 연구에도 활용된다.

## 같이 보기
- 근린주구